# Meritamon (filla de Tuthmosis III)
Meritamon, o Meritamun, ("Estimada d'Amon") va ser una princesa egípcia de la XVIII Dinastia. Era filla del faraó Tuthmosis III i de la Gran Esposa Reial Merit-Ra Hatxepsut.

## Biografia
Meritamon va ser un dels sis fills coneguts de Thuthmosis i Merit-Ra. Els seus germans eren el faraó Amenofis II, el príncep Menkheperre i les princeses Nebetiunet, una altra Meritamon i Iset. Apareix representada, juntament amb les seves germanes i Menkheperre, en una estàtua de la seva àvia materna Hui (avi al British Museum). També apareix a la capella d'Hathor construïda pel seu pare a Deir el-Bahri.
Va heretar el títol d'Esposa del Déu Amon de la seva mare. Els seus títols addicionals van ser Filla del Rei i Germana del Rei.
Tuthmosis i Merit-Ra van tenir una segona filla anomenada Meritamon; també apareix a l'estàtua de Hui. No se sap quina d'aquestes princeses es mostra a la falda de Benermerut, el supervisor d'obres, a la seva estàtua cúbica que trobada a Karnak